# Bro kyrka, Uppland
Bro kyrka en kyrkobyggnad i Uppsala stift som tillhör Bro församling i Upplands-Bro kommun. Kyrkan är belägen i lantlig miljö någon kilometer sydväst om Bro samhälle ungefär halvvägs mellan Stockholm och Enköping.

## Kyrkobyggnaden
Kyrkan är murad av kluven gråsten med tegelbitar som skolstenar. Vapenhusets gavel, långhusets östgavel och sakristian är dock helt av tegel. Murarna formar en salkyrka med fullbrett korparti, vapenhus i söder samt sakristia i öster. Två ingångar finns, den ursprungliga i långhusets sydmur och den sekundärt upptagna i västgaveln. Mansardtaket är spånklätt. Invändigt saknar kyrkan väggmålningar.

## Historik
De äldsta delarna av kyrkan utgörs av långhusets murar och härrör troligen från 1100-talets slut. Ungefär ett sekel senare eller omkring 1300 utvidgades kyrkan mot öster med ett fullbrett korparti. I samband med en förlängning av långhuset mot väster på 1400-talet uppfördes även vapenhuset. Under samma århundrade utfördes valvslagning i olika etapper. Fragment av en grund och märken på muren samt arkeologiska utgrävningar visar att det funnits en medeltida sakristia mot norr. Denna sakristia revs i samband med att en ny uppfördes 1778 - 1780 vid den östra gaveln. Under slutet av samma århundrade togs nya fönster upp och befintliga vidgades. Ingången i väster upptogs. Under denna tid byggdes även mansardtaket. Läktaren byggdes 1777. Dess fältindelade målningar utfördes 1857. Vid en omfattande renovering 1914 fick kyrkan delvis ny färgsättning, ingången i väster utvidgades och nytt spåntak lades. Filip Månsson försåg koret med dekorativa kalkmålningar som dock målades över vid en ny renovering 1947. Den senaste renoveringen utfördes 1993. Ett golv av kalksten lades i koret som även fick en ny altarring. Bänkarnas sittvinkel justerades och ett nytt tegelgolv lades in vapenhuset.

## Inventarier
- Altarskåpet är ett flamländskt arbete tillverkat omkring 1520 i Jan Bormans ateljé i Bryssel.
- Dopfunten av mälarsandsten är från slutet av 1100-talet.
- Nuvarande orgel byggdes 1967 av Åkerman och Lunds Orgelbyggeri AB.

| Man I. Huvudverk    | Man II. Bröstverk (sv) | Pedal            | Koppel |
| ------------------- | ---------------------- | ---------------- | ------ |
| Rörflöjt 8'         | Gedackt 8'             | Subbas 16'       | II/I   |
| Principal 4'        | Spetsgamba 8'          | Gedacktpommer 8' | II/P   |
| Waldflöjt 2'        | Koppelflöjt 4'         | Nachthorn 4'     | I/P    |
| Mixtur 3-4 chor     | Principal 2'           | Fagott 16'       |        |
| Sesquialtera 2 chor | Sifflöjt 1'            |                  |        |
|                     | Vox humana 8'          |                  |        |
|                     | Tremulant              |                  |        |

- Predikstolen från 1650 utförd av Hans Hebel och fick sin nuvarande plats 1778.

## Omgivning
- Nuvarande klockstapel uppfördes 1731 och har haft flera föregångare.
- På kyrkogården står ett fristående gravkor av putsat tegel. Gravkoret uppfördes 1886 åt greve Eric Josias Sparre efter ritningar av arkitekt Herman Holmgren.
- Nya kyrkogården invigdes 1981 och innehåller en minneslund som ligger på en bronsåldersgrav.
- Ett par hundra meter norr om kyrkan står Brostenen, en runsten som tidigare varit inmurad i vapenhusets vägg.
- På ängen direkt sydväst om kyrkan syns i torvlagren lämningar efter Husby gamla bytomt.
- Cirka en kilometer söder om kyrkan återfinns anrika Brogård.